# Daniel Mark Bennett
Daniel Mark Bennett (Great Yarmouth, 7 gennaio 1978) è un ex calciatore singaporiano di origine britannica, difensore del Singapore Armed Forces.
È il terzo calciatore con più presenze (142) della nazionale singaporiana.

## Palmarès

### Club
- Campionato singaporiano: 4

Singapore Armed Forces: 2002, 2007, 2008, 2009
- FAW Premier Cup: 1

Wrexham 2002-2003
- Coppa di Singapore: 2

Singapore Armed Forces: 2007, 2008

### Nazionale
- Tiger Cup/Campionato dell'ASEAN di calcio: 2

2004, 2007

### Individuale
- S.League Player of the Year: 1

2001